# Екатериновка (сельское поселение Хилково)
Екатери́новка — деревня в Красноярском районе Самарской области. Входит в состав сельского поселения Хилково.

## География
Деревня находится на расстоянии примерно 34 км (по прямой) к юго-востоку от села Красный Яр, административного центра района.

## Население
| 2010 |
| ---- |
| 204  |

### Национальный состав
Согласно результатам переписи 2002 года, в национальной структуре населения казахи составляли 55 % из 232 чел., русские — 41 %.

## Улицы
В деревне имеются две улицы: Дачная и Лесная. 